# Брегово (село)
Брегово (болг. Брегово) — село в Болгарии. Находится в Кырджалийской области, входит в общину Кирково. Население составляет 96 человек.

## Политическая ситуация
В местном кметстве Самодива, в состав которого входит Брегово, должность кмета (старосты) исполняет Раим Мыстан Местан (Движение за права и свободы (ДПС)) по результатам выборов.
Кмет (мэр) общины Кирково —  Шукран Кязим Идриз (Движение за права и свободы (ДПС)) по результатам выборов.